# Hammar (släkter)
För alfabetisk namnslista, se Hammar (efternamn)
Hammar är ett svenskt efternamn som finns i ett större antal släkter med ursprung i ett flertal av Sveriges landskap.

## Hammar från Dalarna I
Från Grangärde socken i Dalarna härstammar denna släkt. Bland släktens medlemmar märks två idrottsprofiler: skidåkaren Rolf Hammar och ishockeyspelaren Jan Hammar.

### Stamtavla över kända ättlingar
- Axel Hammar (1840–1915), torpägare
  - Johan Axel Hammar (1880–1949), jordbruksarbetare
    - Sven Göte Hammar (1914–1998), banarbetare
      - Rolf Hammar (född 1948), skidåkare

    - Sven Gottfrid Hammar (1920–2011), serviceman
      - Sven Villy Hammar (1943–2011)
        - Jan Hammar (född 1974), ishockeyspelare

## Hammar från Dalarna II
Från Räfsnäs i Norrbärke socken, Dalarna, härstammar denna släkt. Hemmansägaren Anders Gustav Janssons son Anders Vilhelm Andersson tog namnet Hammar och bland ättlingarna märks politikern Olof Hammar.

### Stamtavla över kända ättlingar
- Anders Gustav Jansson (1839–1890), hemmansägare, gift med Maria Vilhelmina Westberg (1842–1910)
  - Anders Vilhelm Hammar (1865–1926), baptistpredikant
    - Olof Hammar (1895–1966), rektor, politiker

## Hammar från Dalsland
Från borgaren Anders Svensson Hammar i Åmåls socken, Dalsland, härstammar denna släkt. Bland ättlingarna märks missionspionjären Fredda Hammar.
Släkten behandlas i Svenskt biografiskt lexikon.

### Stamtavla över kända ättlingar
- Anders Svensson Hammar (1717–1766), borgare, Åmål, Dalsland
  - N N Hammar
    - N N Hammar
      - Petter Hammar (född 1816), godsägare
        - Fredda Hammar (1847–1927), lärare och missionspionjär

    - Sven Hammar, handskmakare, Mariestad
      - Svante Hammar (1821–1909), kyrkoherde i Österplana församling, Skara stift
        - Sven Hammar (1864–1931), föreståndare för Skaraborgs läns hushållningssällskaps kemiska station i Skara
          - Magnus Hammar (1908–1967), chef för marinförvaltningens vapenavdelning, författare av skrifter om sjöartilleriets historia
            - Eva Hammar (född 1941), radiomedarbetare

## Hammar från Göteborg I

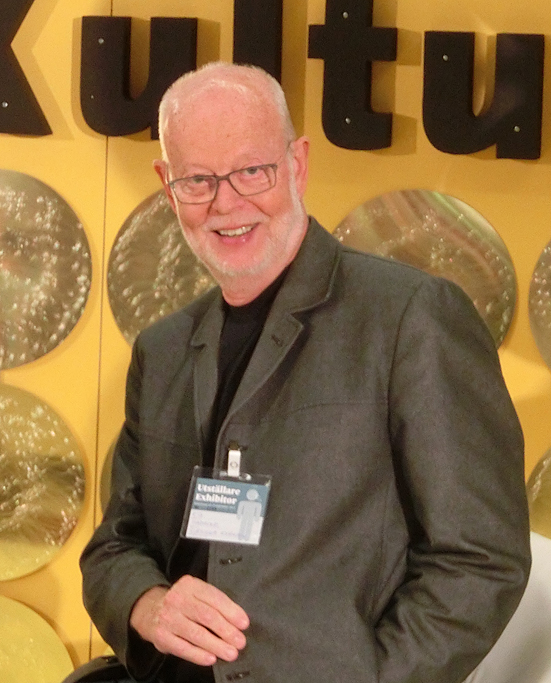
Förre ärkebiskopen K.G. Hammar tillhör en av Göteborgssläkterna Hammar.

Denna släkt är en borgerlig släkt vars äldste kände stamfader Börje Månsson Hammar född omkring 1620, troligen härstammade från Göteborgstrakten. Han var amiralitetsskrivare vid Amiralitetsvarvet i Göteborg, död troligen 1694. Han var gift med Karin Eriksdotter, död 1706 i Tuve. Från deras son Nils Börjesson Hammars, skomakarmästare och borgare i Landskrona, död 1716, sonsöner härstammar de senare släktgrenarna: Smålandsgrenen, Hallandsgrenen, Pålsjögrenen och Helsingborgsgrenen. 
Från Smålandsgrenen härstammar Hugo Hammar, Gillis Hammar och Thomas Hammar.
Från Pålsjögrenen har flera bemärkta präster tillhört i många generationer. Dit hör prästen, kyrkoherden i Mjällby, Hans Birger Hammar som var känd för sina politiskt liberala ställningstaganden, och var utgivare av tidningen Evangelisk kyrkovän, i vilken han kämpade för religionsfrihet och emot sockenbandet. Han var gift två gånger. Första hustrun var kusinen Sofia Amalia Hammar, och andra hustrun hennes syster Hedvig Laurentia Helena. Deras sonsons barn är Hans Börje Hammar, K.G. Hammar och Anna Karin Hammar.
Släkten behandlas i Svenskt biografiskt lexikon samt i Svenska Släktkalendern 1930 och 1967.

### Stamtavla över kända ättlingar
- Börje Månsson Hammar, amiralitetsskrivare
  - Nils Börjesson Hammar (död 1716), skomakarmästare och borgare i Landskrona
    - Börje Hammar (1708–1788), kronofogde
      - Nils Birger Hammar (1741–1800 omkr), kyrkoinspektor, lantbrukare, bildade SMÅLANDSGRENEN
        - Nils Magnus Hammar (1776–1816), handlande, Malmö
        - Thomas Hammar (1811–1887), bagare, Döderhultsvik
          - Otto Reinhold Hammar (1853–1931), övermaskinist
            - Elsa Hammar-Moeschlin (1879–1950), konstnär, gift med Felix Moeschlin, schweizisk författare

        - Carl Gilius Hammar (1814–1883), häradsskrivare
          - Henrik Hammar (1856–1926), maskinist
            - Gillis Hammar (1887–1881), rektor, folkbildare och politiker
              - Tomas Hammar (född 1928), docent i statskunskap, gift med Stina Hammar, ogift Hartman (född 1923), författare

          - Hugo Hammar (1864–1947), skeppsbyggare och industriman
            - Olof Hammar (1897–1995), professor i ångteknik vid Chalmers tekniska högskola

      - Jöran Magnus Hammar (1750–1792), rådman i Halmstad, bildade HALLANDSGRENEN
        - Anders Jöransson Hammar (1776–1856), grosshandlare
          - Carl Hammar (1819–1887), godsägare, politiker

        - Johan Magnus Hammar (1780–1847), lantbrukare, Söndrums socken, Halland
          - Carl Hammar (1829–1908), civilingenjör, extra ordinarie professor

        - Jöran Hammar (1788–1854), rådmannen i Halmstad, riksdagsman 1840–1841
          - Göran Niklas Hammar (1821–1873), handlande, riksdagsman 1856–1866

        - Carl Jesper Hammar (1789–1830), rådman i Halmstad, riksdagsman 1823

      - Carl Gustaf Hammar (1756–1818), handlande, sedan lantbrukare i Pålsjö, bildade PÅLSJÖGRENEN
        - Hans Birger Hammar (1791–1836), stadsnotarie i Landskrona
          - Hans Birger Hammar den äldre (1814–1862), präst och författare
            - Arnold Natanael Hammar (1842–1915), lektor
              - Gudmund Johan Hammar (1877–1958), rådman i Göteborg
                - Fritz-Arnold Hammar (1909–1988), rådman i Göteborg

            - August Theodor Hammar (1858–1916), präst
              - Hans Bernhard Hammar (1911–1990), präst
                - Hans Börje Hammar (1941–2017), präst
                - K.G. Hammar (född 1943), teolog och före detta ärkebiskop, gift med Inger Hammar, historiker
                - Henrik Hammar (född 1946), politiker
                - Anna Karin Hammar (född 1951), präst och stiftsadjunkt, gift med Ninna Edgardh, präst och teolog

            - Hans Birger Hammar den yngre (1862–1949), präst och teolog
              - Hans Birger Hammar (1894–1960), förste kanslisekreterare, en tid gift med Eva Thorné Bengtsson, lektor
                - Hans Hammar (född 1936), jurist, näringslivsprofil

              - Martin Hammar (1896–1984), rådman i Göteborg, skrev släktens historia
              - Maj Hammar (1897–1989), gift med Claes Gejrot, ingenjör
              - Frideborg Hammar (1898–1987), gift med Efraim Briem, religionshistoriker, präst och översättare
              - Eva Hammar (1899–1983), byrådirektör, gift med Emanuel Lundh, kyrkoherde

      - Åke Hammar (1759–1842), kyrkoinspektor, kronomagasinsförvaltare i Helsingborg, bildade HELSINGBORGSGRENEN

## Hammar från Göteborg II

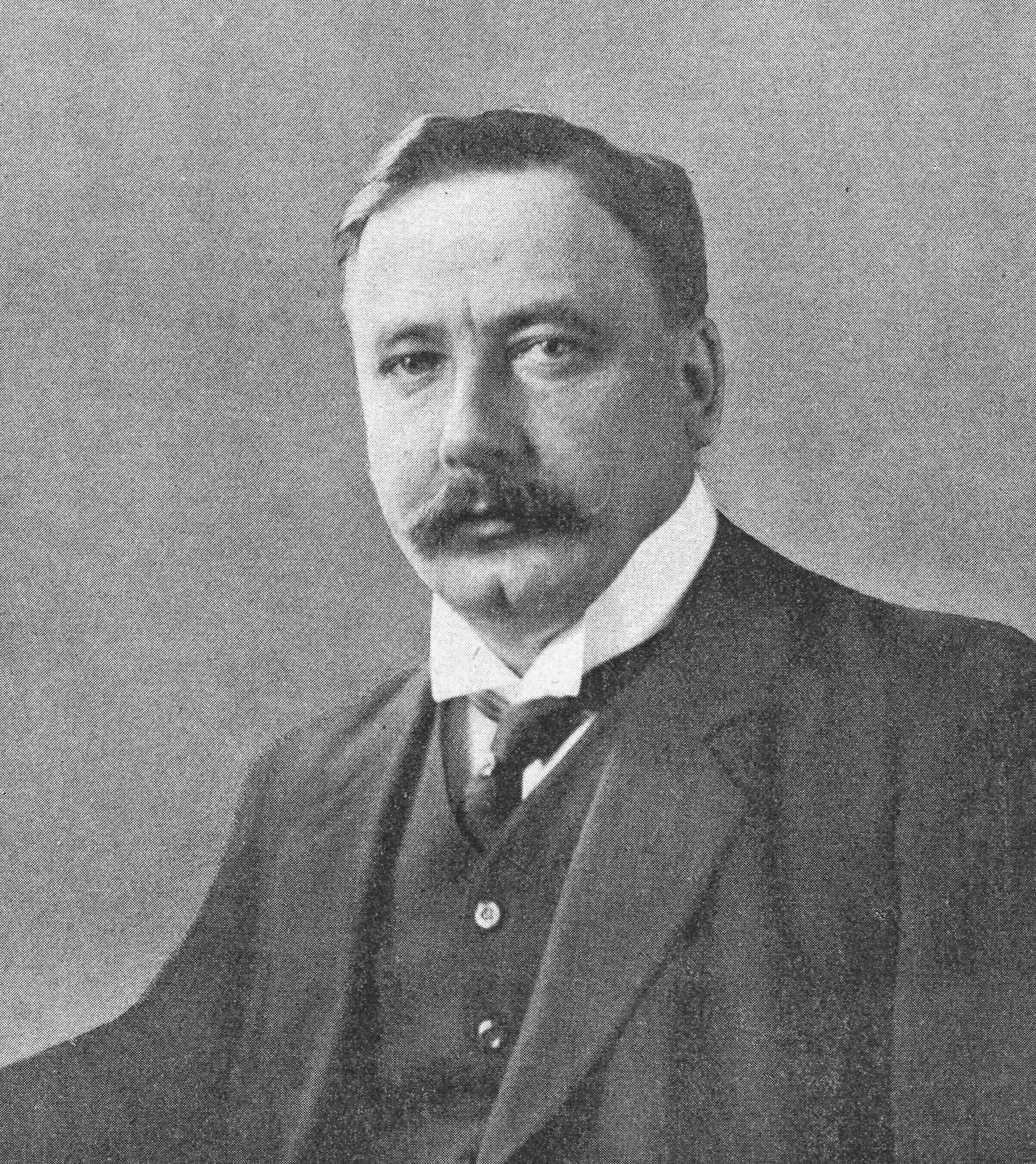
Industrimannen John Hammar tog sin halvbrors efternamn.

De tre bleckslagarsönerna John (1869–1923), Birger (1872–1948) och Gustaf (1873–1954) från Göteborg tog namnet Hammar i unga år och fick därmed samma efternamn som sin äldre halvbror Karl Emil Hammar (1864–1932) trots att de hade olika fäder. Deras mor Johanna "Hanna" Olsdotter (1842–1923) var änka efter bleckslagaren Carl Mauritz Hammar (1827–1866) när hon 1869 gifte sig med deras far Otto Jansson (1837–1897), vilken kom att ta över ledningen i C M Hammars Mekaniska Verkstad i Göteborg.
Släkten behandlas under namnet Hammar II i Svenska Släktkalendern 1982, 1989, 1995, 2000, 2003 och 2012.

### Stamtavla över kända ättlingar
- Otto Jansson (1837–1897), bleckslagarmästare, fabrikör, gift med änkan Hanna Hammar, ogift Olsdotter
  - John Hammar (1869–1923), industri- och affärsman
    - Clarence Hammar (1899–1989), direktör, seglare

  - Gustaf Hammar (1873–1954), direktör
    - Torild Hammar (1913–2003), direktör[4]
      - Iréne Hammar (född 1951), tandtekniker, gift med Hans Josefsson, operasångare

  - Birger Hammar (1872–1948), grundare av och direktör i Hammar & Co i Hamburg och Stockholm
    - Albert Hammar (1908–1964), direktör, gift med Birgitta Hammar, översättare

## Hammar från Göteborg III

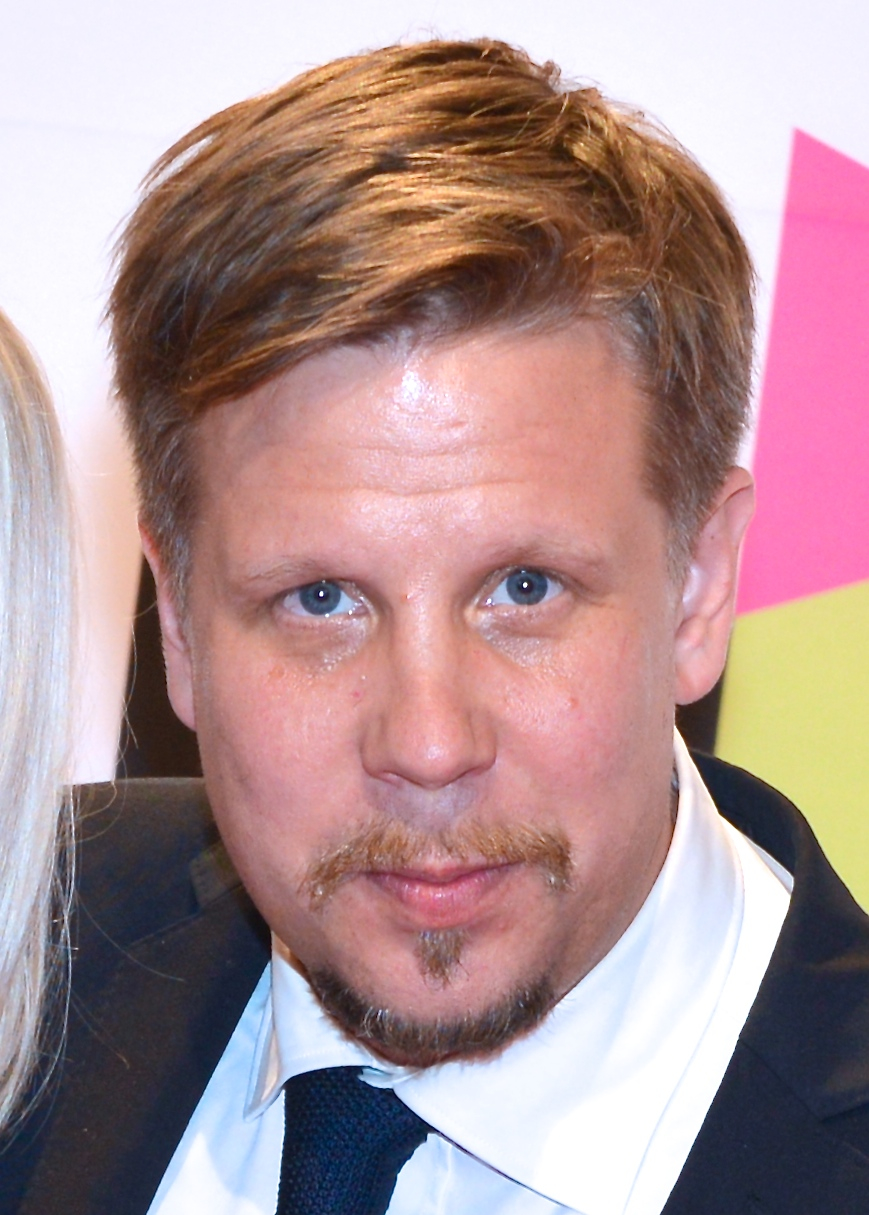
Programledaren Filip Hammar tillhör en av Göteborgssläkterna Hammar.

Bokhållaren Benjamin Hammar finns 1880 i Göteborg, men antas senare ha flyttat till USA utan sin familj. 
Kända ättlingar till honom är vänsterpartisten Bo Hammar samt dennes kusinbarn Linda Hammar och Filip Hammar, kända från TV. 

### Stamtavla över kända ättlingar
- Benjamin Hammar (född 1851), bokhållare
  - Herbert Sigfrid Hammar (1879–1950)
    - Gösta Alfred Heribert Hammar (1906–1985), kontorschef
      - Lars Hammar (född 1942), lärare
        - Linda Hammar (född 1972), programledare
        - Filip Hammar (född 1975), författare, journalist, programledare

    - Harry Hammar (1910–1981), handelsföreståndare 
      - Bo Hammar (född 1941), politiker, varit gift med Ylva Johansson, statsråd

## Hammar från Halland
Från Varberg i Halland härstammar denna släkt. Bland släktens medlemmar märks prästen och författaren Anund Hammar och hans dotter redaktören Anna Hammar-Rosén.

### Stamtavla över kända ättlingar
- Bengt Andersson, skeppare, gift med Anna Nilsdotter 
  - Anund Hammar (1708–1779), präst, författare[5]
    - Anna Hammar-Rosén (1785–1805), tidningsredaktör, gift med Johan Rosén (1726–1773), tidningsman, präst
      - Gustaf Rosén (1772–1835), präst, författare
        - Johan Magnus Rosén (1806–1885), författare, journalist och tonsättare

## Hammar från Norrbotten
I Norrbotten och norra Finland finns soldatsläkter, som härstammar från soldatroten Hammare i Torneå kompani från mitten av 1700-talet. Ättlingarna heter i dag både namnen Hammar och Hammare.

## Hammar från Södermanland
Från Bogsta socken i Södermanland härstammar denna släkt. Bland ättlingarna märks journalisten Sigvard Hammar.

### Stamtavla över kända ättlingar
- Johan August J:son Hammar (1866–1955), trädgårdarbetare
  - Sten August J:son Hammar (1904–1987), trädgårdsmästare
    - Sigvard Hammar (1936–2002), journalist, programledare

## Hammar från Uddevalla
Släkten behandlas i Svenskt biografiskt lexikon och i Svenska Släktkalendern 1919.

### Stamtavla över kända ättlingar
- Johan Jacob Hammar (död 1819), bleckslagare i Uddevalla
  - Olof Hammar (1784–1864), prost i Jämshögs församling, Lunds stift
    - August Hammar (1826–1903), rektor
      - Josef Hammar (1868–1927), regementsläkare
        - Frank Hammar (1908–1974), VD för Standard radio & telefon AB
          - Olof Hammar (1934-2001), statskonsulent, agronom

    - Olof Rudolf Hammar (1822–1907), landskamrerare, bibelöversättare
      - Olof Hammar (1851–1918), landssekreterare
      - Carl Elias Hammar (1853–1914), skulptör
      - August Hammar (1861–1946), anatom och universitetslärare

  - N N Hammar
    - Olof Niklas Hammar (1821–1875), docent i botanik i Lund 1849–1859, telegrafkommissarie i Ronneby 1863 
      - Thekla Hammar (1872–1953), lexikograf och översättare

## Hammar från Värmland I
Från Väse socken i Värmland härstammar denna släkt. Skomakaren Olof Svenssons söner antog namnet Hammar och bland ättlingarna märks konstnären Jörgen Hammar.

### Stamtavla över kända ättlingar
- Olof Svensson (född 1828), skomakare
  - Alfred Hammar (1862–1938), predikant
    - Erik Alfred Hammar (1889–1970), överlärare
      - Jörgen Hammar (1935–2022), konstnär

## Hammar från Värmland II
Uppfinnaren Viktor Hammar (1880-1958) född i Färnebo socken och son till verkmästaren Gustaf Olsson tog sig namnet Hammar.

## Hammar från Västergötland
Från Larvs socken i Västergötland härstammar denna släkt. Hemmansägaren August Gustafsson och småskollärarinnan Matilda Elisabet Lundborg tog namnet Hammar. Bland ättlingarna märks fotbollsprofilen Urban Hammar.

### Stamtavla över kända ättlingar
- August Gustafsson Hammar (1861–1943), hemmansägare, gift med Matilda Elisabet Lundborg (1860–1944), småskollärarinna
  - Artur Elias Hammar (1893–1978), kloratarbetare
    - Egon Josua Hammar (1926–2009), lärare
      - Urban Hammar (född 1961), fotbollsspelare och tränare

## Hammar från Västmanland

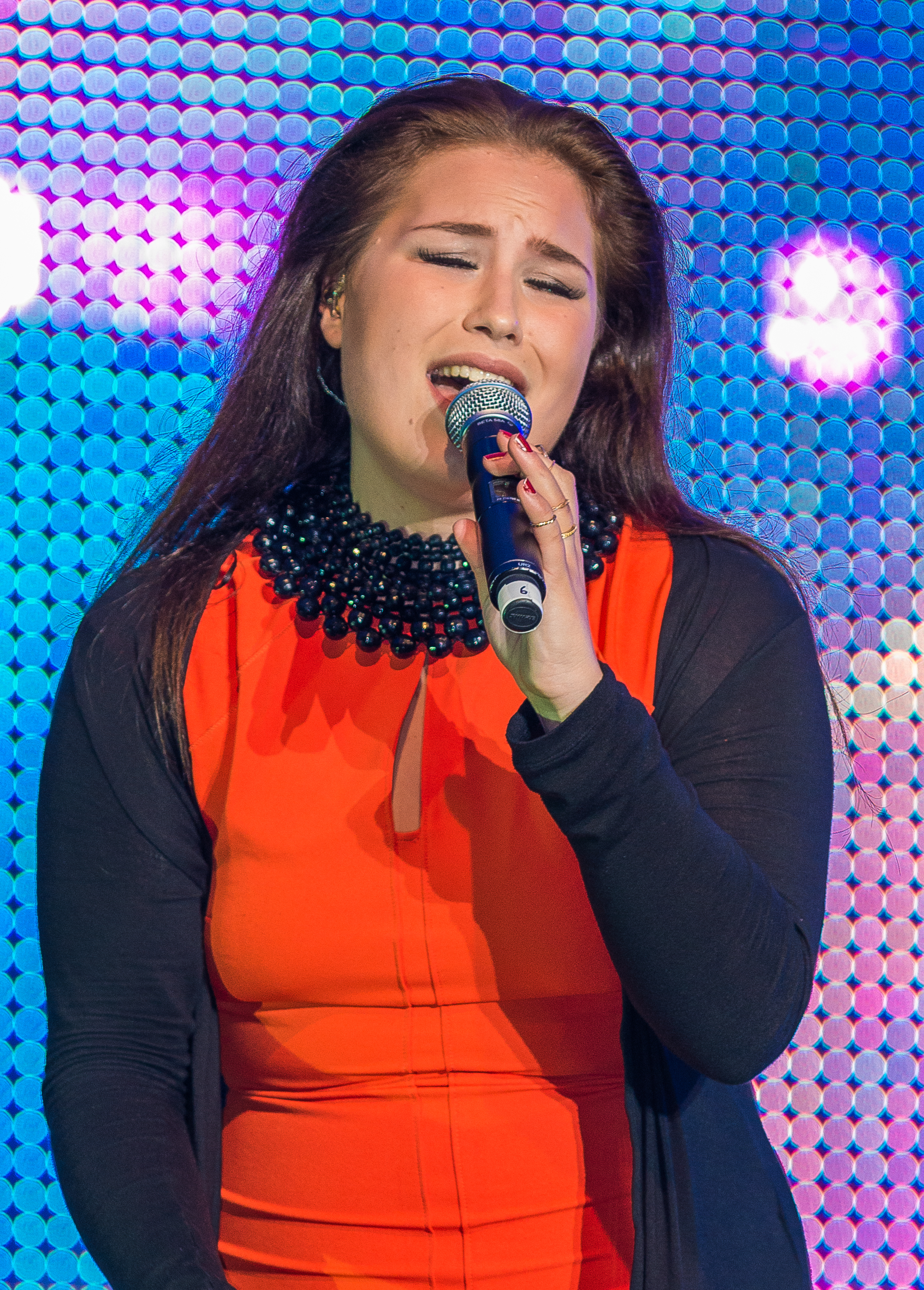
Molly Pettersson Hammars släkt kommer från Västmanland.

Från Gunnilbo socken i Västmanland härstammar denna släkt och bland ättlingarna märks artisterna Fredrik Hammar, Mimmi Hammar och Molly Pettersson Hammar.

### Stamtavla över kända ättlingar
- Karl Johan Hammar (1843–1899), maskinist, Härnösand
  - Karl Alexander Hammar (1882–1949)
    - Carsten Hammar (född 1937), läkare
      - Fredrik Hammar (född 1965), skådespelare, musiker och sångare
      - Mimmi Hammar (född 1968), jazzvokalist och trombonist
        - Molly Pettersson Hammar (född 1995), sångerska

      - Karin Hammar (född 1974), trombonist